# Верхний Уфалейский пруд
Верхний Уфалейский пруд (также Верхне-Уфалейский пруд) — пруд в Верхнеуфалейском городском округе Челябинской области на реке Уфалейка, притоке Уфы. Площадь 1,3 км². Абсолютная высота уреза воды 371,6 м.

## География
Пруд расположен в городе Верхний Уфалей. На берегах преимущественно городская застройка, на южном берегу расположен Уфалейский завод металлоизделий и железнодорожная станция Верхний Уфалей, в верховьях на западе лесной массив и на восточном берегу железнодорожная линия на Екатеринбург.

## Данные водного реестра
В Государственном водном реестре России Верхне-Уфалейский пруд относится к Камскому бассейновому округу, речной бассейн — Кама, речной подбассейн — Белая, водохозяйственный участок — Уфа от Долгобродского г/у до Нязепетровского г/у. Номер объекта — 10010200921211100004377.